# Pyrethrum daucifolium
Pyrethrum daucifolium là một loài thực vật có hoa trong họ Cúc. Loài này được Ledeb. miêu tả khoa học đầu tiên.